# John Harrington Bland
John Harrington Bland (Winston-Salem (North Carolina), 1 februari 1968) is een Amerikaans acteur.

## Biografie
Bland heeft drama gestudeerd aan de Yale-universiteit en haalde ook zijn diploma alhier.
Bland begon in 1997 met acteren in de televisieserie Remember WENN. Hierna heeft hij nog meerdere rollen gespeeld in televisieseries en televisiefilms zoals Spin City (1996-1998), Providence (1999), Blow (2001), The Girl Next Door (2004) en Changeling (2008).

## Filmografie[2]

### Films
Uitgezonderd korte films.
- 2013 Blue Jasmine - als vriend van Hal en Jasmine
- 2012 The Bay – als aanvaller op Dr. Abrams
- 2010 Unanswered Prayers – als Ricky Keisel
- 2010 Gimme Shelter – als ploegbaas
- 2009 Fire – als Harvey
- 2009 The Antagonist – als boze voetbalvader
- 2008 Changeling – als Dr. John Montgomery
- 2007 Baggage Claim – als advocaat van Rick
- 2004 The Girl Next Door – als fan op conferentie
- 2001 Bandits – als baliemedewerker bij Flamingo
- 2001 Blow – als ober bij FBI
- 2000 The Tao of Steve – als priester
- 1999 Deuce Bigalow: Male Gigolo – als patiënt van Dr. Rosenblatt
- 1997 The Jackal – als Dave

### Televisieseries
Uitgezonderd eenmalige gastrollen.
- 2019 The Loudest Voice - als Peter Johnson jr. - 4 afl.
- 2012 - 2013 Boardwalk Empire - als Scotty Gulliver - 5 afl.
- 1999 Providence – als medewerker autoverhuurbedrijf – 2 afl.
- 1996 – 1998 Spin City – als verslaggever – 9 afl.